# Braslavas pagasts
Braslavas pagasts er en territorial enhed i Alojas novads i Letland. Pagasten havde 727 indbyggere i 2010 og omfatter et areal på 82,80 kvadratkilometer. Hovedbyen i pagasten er Klāmaņi.